# Liste de catholiques brésiliens vénérés
 (septembre 2024).
La mise en forme du texte ne suit pas les recommandations de Wikipédia : il faut le « wikifier ».
Les points d'amélioration suivants sont les cas les plus fréquents. Le détail des points à revoir est peut-être précisé sur la page de discussion.
- Les titres sont pré-formatés par le logiciel. Ils ne sont ni en capitales, ni en gras.
- Le texte ne doit pas être écrit en capitales (les noms de famille non plus), ni en gras, ni en italique, ni en « petit »…
- Le gras n'est utilisé que pour surligner le titre de l'article dans l'introduction, une seule fois.
- L'italique est rarement utilisé : mots en langue étrangère, titres d'œuvres, noms de bateaux, etc.
- Les citations ne sont pas en italique mais en corps de texte normal. Elles sont entourées par des guillemets français : « et ».
- Les listes à puces sont à éviter, des paragraphes rédigés étant largement préférés. Les tableaux sont à réserver à la présentation de données structurées (résultats, etc.).
- Les appels de note de bas de page (petits chiffres en exposant, introduits par l'outil «  Source ») sont à placer entre la fin de phrase et le point final[comme ça].
- Les liens internes (vers d'autres articles de Wikipédia) sont à choisir avec parcimonie. Créez des liens vers des articles approfondissant le sujet. Les termes génériques sans rapport avec le sujet sont à éviter, ainsi que les répétitions de liens vers un même terme.
- Les liens externes sont à placer uniquement dans une section « Liens externes », à la fin de l'article. Ces liens sont à choisir avec parcimonie suivant les règles définies. Si un lien sert de source à l'article, son insertion dans le texte est à faire par les notes de bas de page.
- La présentation des références doit suivre les conventions bibliographiques. Il est recommandé d'utiliser les modèles {{Ouvrage}}, {{Chapitre}}, {{Article}}, {{Lien web}} et/ou {{Bibliographie}}. Le mode d'édition visuel peut mettre en forme automatiquement les références.
- Insérer une infobox (cadre d'informations à droite) n'est pas obligatoire pour parachever la mise en page.

Pour une aide détaillée, merci de consulter Aide:Wikification.
Si vous pensez que ces points ont été résolus, vous pouvez retirer ce bandeau et améliorer la mise en forme d'un autre article.
Cette page est une liste de saints, bienheureux, vénérables et serviteurs de Dieu brésiliens, reconnus par l'Église catholique. Ces personnes sont nées, sont mortes ou ont exercé leur ministère au Brésil.

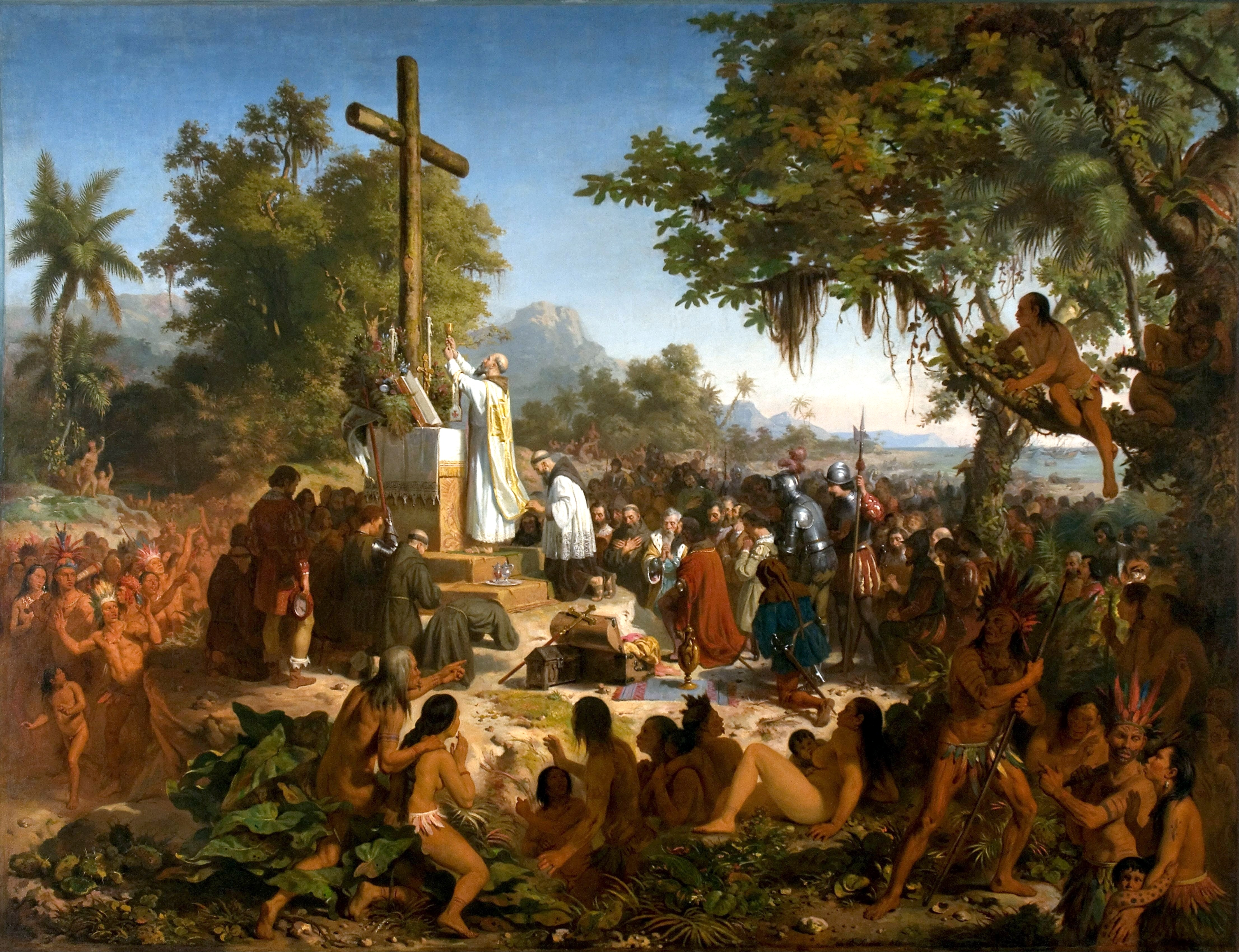
« La première messe au Brésil » Victor Meirelles, 1861.

L'Église catholique est présente sur le territoire de la nation moderne du Brésil depuis que la première messe y a été dite en 1500 et revendique aujourd'hui la plus grande population de catholiques de tous les pays du monde. Néanmoins, le pays a produit peu de saints officiellement canonisés jusqu'à présent.

## Définition
Les personnes canonisées sont celles qui ont eu une vie héroïque, une vie de dévouement, ou au moins une mort héroïque :
« Les procès de béatification et de canonisation reconnaissent les signes de l'héroïcité vertueuse, le sacrifice de la vie dans le martyre, et certains cas où une vie est constamment offerte pour d'autres, même jusqu'à la mort. Il s'agit là d'une imitation exemplaire du Christ, digne de l'admiration des fidèles. On peut penser, par exemple, à la bienheureuse Marie-Gabriella Sagheddu, qui a offert sa vie pour l'unité des chrétiens.
Il n'est pas non plus nécessaire de penser seulement à ceux qui ont déjà été béatifiés et canonisés. L'Esprit Saint répand la sainteté en abondance parmi le peuple saint et fidèle de Dieu, car « il a plu à Dieu de sanctifier les hommes et de les sauver, non pas comme des individus sans aucun lien entre eux, mais comme un peuple qui le reconnaisse dans la vérité et le serve dans la sainteté ».

Document pontifical Gaudete et Exsultate, 2018, Pape François
L'étude de la vie des saints s'appelle hagiologie. C'est une branche de la théologie systématique catholique. L'Académie brésilienne d'hagiologie a été inaugurée à Fortaleza, Ceará, en décembre 2004.

## Saints
Voici la liste des saints, dans l'ordre dans lequel ils ont été canonisés.

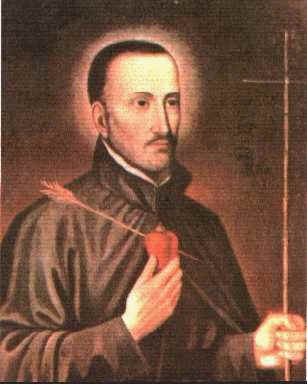
Père Roque González de Santa Cruz

- Martyrs du Río de la Plata (Rio Grande do Sul, Brésil) :
  - Roque González y de Santa Cruz (1576-1628), prêtre profès des Jésuites (Asunción, Paraguay)
  - Adolfo Rodríguez Obnel (1598–1628), prêtre profès des Jésuites (Zamora, Espagne)
  - Juan del Castillo Rodríguez (1595-1628), prêtre profès des Jésuites (Cuenca, Espagne). Vénéré : le 15 janvier 1933. Béatifié : le 28 janvier 1934 par le pape Pie XI. Canonisé le 16 mai 1988 par le pape Jean-Paul II
- Amabile Visintainer ( Pauline du Cœur Agonisant de Jésus ) (1865–1942), fondatrice de la Petite Sœur de l'Immaculée Conception (Trente, Italie – São Paulo, Brésil). Vénéré : le 8 février 1988. Béatifié : le 18 octobre 1991 par le pape Jean-Paul II. Canonisé : 19 mai 2002 par le pape Jean-Paul II [1]
- Antonio Galvao de Franca ( Antoine de Sainte-Anne ) (1739–1822), prêtre profès des Frères Mineurs Franciscains (São Paulo, Brésil). Vénéré : le 8 mars 1997. Béatifié : le 25 octobre 1998 par le pape Jean-Paul II. Canonisé le 11 mai 2007 par le pape Benoît XVI
- José de Anchieta (1534-1597), prêtre profès des Jésuites (Tenerife, Espagne – Espírito Santo, Brésil). Vénéré : le 10 août 1786. Béatifié : le 22 juin 1980 par le pape Jean-Paul II. Canonisé le 3 avril 2014 par le pape François
- André de Soveral et 29 Compagnons (mort en 1645), prêtres et laïcs de l'archidiocèse de Natal; Martyr (Brésil). Vénéré : le 21 décembre 1998. Béatifié : le 5 mars 2000 par le pape Jean-Paul II. Canonisé le 15 octobre 2017 par le pape François
- Maria Rita Lopes Pontes de Souza Brito ( Dulce ) (1914–1992), religieuse professe des Sœurs Missionnaires de l'Immaculée Conception (Brésil). Vénéré : 3 avril 2009. Béatifié : le 22 mai 2011 par le Cardinal Geraldo Majella Agnelo. Canonisé le 13 octobre 2019 par le pape François

## Bienheureux
- Inácio de Azevedo & 39 amis (d. 1570)
- Hubertus Van Lieshout (Eustachius) (1890–1943)
- Mariano de la Mata Aparicio (1905–1983)
- Albertina Berkenbrock (1919–1931)
- Adílio Daronch (1908–1924)
- Manuel Gómez González (pt) (1877–1924)
- Lindalva Justo de Oliveira (1953–1993)
- Barbara Maix (1818–1873)
- Francisca de Paula de Jesus (Nhá Chica) (1810–1895)
- Assunta Marchetti (1871–1948)
- Francisco de Paula Victor (1827–1905)
- Giovanni Schiavo (1903–1967)
- Donizetti Tavares de Lima (1882–1961)
- Benigna Cardoso da Silva (1928–1941)
- Isabel Cristina Mrad Campos (1962–1982)

## Serviteurs de Dieu
- Pero Dias & amis  (d. 1571)
- Francisco da Costa Pinto (1552–1608)
- Vitória Nabo Correia Bixarxe (1661–1715)
- Sepe Tiaraju (1723–1756)[2]
- Antonio Gonçalves de Oliveira (Vital Maria) (1844–1878)
- João Maria Cavalcanti de Brito (1848–1905)
- Jerônimo de Castro Abreu Magalhães (1851–1909)
- Bento Dias Pacheco (1819–1911)
- Zelia Pedreira Abreu Magalhaes (1857–1919)
- Domingos Evangelista Pinheiro (1843–1924)
- Antônio da Rocha Marmo (Antoninho) (1918–1930)
- José Silvério Horta (1859–1933)
- Cícero Romão Batista (1844–1934)
- Domingos Chohachi Nakamura (1865–1940)
- Ignacio Martínez Madrid (1902–1942)
- Ambrósia Ana Sabatovycz (1894–1943)
- Giuseppe Calvi (1901–1943)
- Julius Aemilius de Lombaerde (1878–1944)
- Luiz Gonzaga do Monte (1905–1944)
- Marciano Bernardes da Fonseca (1859–1946)
- Johann Baptist Reus (1868–1947)
- Antonia Martins de Macedo (1852–1950)
- Anatólia Tecla Bodnar (1884–1956)
- Francisco Expedito Lopes (1914–1957)
- Inocêncio López Santamaría (1874–1958)
- Honorina de Abreu (1882–1959)
- Humbertus Linden Jr. (Bruno) (1876–1960)
- Lafayette da Costa Coelho (1886–1961)
- João dal Monte (Inacio) (1897–1963)
- Pedro Luís Maria Galibert (1877–1965)
- Francisca Benicia Oliveira (Clemência) (1896–1966)
- Alberto Fuger (1892–1970)
- Petrus Canisius van Herkhuizen (Matheus) (1915–1973)
- Antonio Machi (Gabriele di Frazzanò) (1907–1973)
- Maria Joanna Laselva (1910–1974)
- Rudolf Lunkenbein (1939–1976)
- Simão Cristino Koge Kudugodu (Simão Bororo) (1937–1976)
- Miguel Afonso de Andrade Leite (1912–1976)
- Lucia Schiavinato (it) (1990–1976)
- Amalia Aguirre Queija (1901–1977)
- Alderigi Maria Torriani (1895–1977)
- Maria Milito (Leônia) (1913–1980)
- Gabriel Paulino Bueno Couto (1910–1982)
- Eliseu Maria Coroli (1900–1982)
- Othon Motta (1913–1985)
- Joaquim Arnóbio de Andrade (1915–1985)
- Adelaide Molinari (1938–1985)
- Cleusa Carolina Rody Coelho (1933–1985)
- João Pozzobon (1904–1985)
- Ezechiele Ramin (1953–1985)
- Alain Marie du Noday (1899–1985)
- João Benvegnú (1907–1986)
- Luso de Barros Matos (1901–1987)
- Antônio Sinibaldi (1937–1987)
- Maria Giselda Villela (1909–1988)
- Maria de Lourdes Benedicta Nogueira Fontão (Lourdinha) (1930–1988)
- Antônio Campelo de Aragão (1904-1988)
- José Carlos Parra Pires (1954–1990)
- José Gumercindo Santos (1907–1991)
- Rosita Paiva (1909–1991)
- Tomas Vaquero (1914–1992)
- Angelo Possidio Caru (1925–1995)
- Angelo Frosi (1924–1995)
- Michelangelo Pigotti (1916–1995)
- Maria de Lourdes Guarda (1926–1996)
- José Antônio do Couto (1927–1997)
- Floripes Dornellas de Jesus (Lola) (1913–1999)
- Hélder Pessoa Câmara (1909–1999)
- Luigia Calliari (Ginetta) (1918–2001)
- Waldir Lopes de Castro (1931–2001)
- Gilberto Maria Delfina (1925–2004)
- Luciano Pedro Mendes de Almeida (1930–2006)
- Léo Tarcísio Gonçalves Pereira (1961–2007)
- Marcelo Henrique Câmara (Marcelinho) (1979–2008)
- Angelo Angioni (1915–2008)
- Pedro Balzi (1926–2009)
- Zilda Arns Neumann (1934–2010)
- André Bortolameotti (1919–2010)
- Luís Cecchin (1924–2010)
- Cesare Sarafini (Michelangelo of Cingoli) (1908–2013)
- Maria da Luz Teixeira de Carvalho (Adélia) (1922–2013)
- Laura Motta (1919–2014)
- Paolino Maria Baldassari (1926–2016)
- Nemésio Bernardi (1927–2016)
- Martin de Porres Ward (1918-1999)